# Unión Hidalgo
Unión Hidalgo is een dorpje in de Mexicaanse staat Oaxaca. Unión Hidalgo heeft 13.683 inwoners (census 2010) en ligt op 0-100 meter hoogte boven de zeespiegel. De gemeente heeft een oppervlakte van 113.177 vierkante kilometer (Unión Hidalgo is de hoofdplaats van de gemeente Unión Hidalgo). In het noorden grenst de gemeente met Santo Domingo Ingenio, in het zuidoosten met Santiago Niltepec, in het zuiden met San Dionisio del Mar en in het zuidoosten, westen en noordwesten met Juchitán de Zaragoza. Naast Unión Hidalgo heeft de gemeente nog negen andere dorpen. De grootste hiervan zijn Santa Cruz de los Pescadores (met 101 inwoners) en Mariano Juan Castillo (met 65 inwoners).
Unión Hidalgo bevindt zich in de regio Istmo de Tehuantepec, noordelijk van de baai Laguna Superior, oorspronkelijk het woongebied van de Huaves die nog steeds de buurgemeente San Dionisio del Mar bevolken. In de gemeente Unión Hidalgo is de voertaal het Zapoteeks, hoewel de meeste inwoners ook Spaans spreken. Het gebied om het dorpen kent bijna geen bergen (met uitzondering van de berg Cerro Iguana), maar bestaat vooral uit graslanden, struiken en palmbossen. Unión Hidalgo heeft een klein strand (Playa Unión) wat met de auto op ongeveer 15 minuten afstand ligt.
De minimumtemperatuur in de winter (het regenseizoen) ligt tussen 22 °C en  15 °C. In de periode tussen winter en lente (februari en maart) komen in Unión Hidalgo sterke winden voor (boven de 150 km/h).